# Cyamophila hexastigma
Cyamophila hexastigma är en insektsart som först beskrevs av Horvath 1899.  Cyamophila hexastigma ingår i släktet Cyamophila och familjen rundbladloppor. Inga underarter finns listade i Catalogue of Life.